# Ida (planta)
Ida es un género de orquídeas epifitas. Tiene 34 especies. Es originario de Sudamérica.

## Descripción
Su rizoma es corto, con pseudobulbos de sección cuadrangular o elípticas, lisas o  algo comprimido en los lados, los nuevos están recubiertos con vaina, con un máximo de tres hojas en el ápice.  Estas son grandes y multinervadas, pseudopecioladas, algo parecido a los de Stanhope, casi caídas. La inflorescencia es solitaria o, raramente, con dos flores grandes y vistosas, mucho más cortas que las hojas, por lo general más elevadas que los pseudobulbos, erectas, nacidas de la vaina de los pseudobulbos. Son frecuentes en varios racimos nacidos juntos, dando la impresión de que hay un mayor número de flores por inflorescencia.
Como ya se mencionó de las flores,  los nuevos pétalos son más pequeños que los sépalos y  de igual tamaño entre ellas. El labio es ligeramente unguiculado, trilobado, con lóbulos laterales construidos.  La columna es larga y de arcada, con pie prolongado, con antera terminal que cobija a dos pares de polinias.  El color más común de los pétalos y sépalos es verde lumonoso, en contraste con los colores de los labios, que varían ampliamente.

## Distribución
El género incluye unas tres docenas de especies de epífitas, a menudo terrestres o rupícolas de cespitosas de crecimiento, fragantes en la noche, casi todas nativas de los bosques del oeste de América del Sur, uno o dos en América Central y Antillas, y los de los bosques de Serra do Mar en Brasil. Perú es considerado el centro de irradiación.

## Evolución, filogenia y taxonomía
Se propuso por A.Ryan y Oakeley en 2003, publicado en el Compendio de orquídeas 67,1: 9. La especie tipo es Ida cinnabarina (Lindl. ex Rolfe) A.Ryan & Oakeley, anteriormente Maxillaria cinnabarina Lindl. ex J.C.Stevens .
Índice Índice

## Especies
- Ida acaroi  Oakeley (2003)
- Ida ariasii  Oakeley (2003)
- Ida barringtoniae  (Sm.) A.Ryan & Oakeley (2003)
  - Ida barringtoniae subsp. barringtoniae
  - Ida barringtoniae subsp. rossyi (Hoehne) Oakeley (2003)
- Ida barrowiorum  Oakeley (2003)
- Ida carina  Oakeley (2003)
- Ida ciliata  (Ruiz & Pav.) A.Ryan & Oakeley (2003)
- Ida cinnabarina  (Lindl. ex J.C.Stevens) A.Ryan & Oakeley (2003)
- Ida cobbiana  (B.S.Williams) A.Ryan & Oakeley (2003)
- Ida costata  (Lindl.) A.Ryan & Oakeley (2003)
- Ida diastasia  (D.E.Benn. & Oakeley) A.Ryan & Oakeley (2003)
- Ida dunstervillei  (Bergold) A.Ryan & Oakeley (2003)
- Ida dyeriana  (Sander ex Rolfe) Oakeley (2003)
- Ida fimbriata  (Poepp. & Endl.) A.Ryan & Oakeley (2003)
- Ida fragrans  (Oakeley) Oakeley (2003)
- Ida fulvescens  (Hook.) A.Ryan & Oakeley (2003)
  - Ida fulvescens var. fulvescens
  - Ida fulvescens var. jarae (D.E.Benn. & Christenson) D.E.Benn. & Oakeley (2003)
  - Ida fulvescens var. pallida Oakeley (2003)
- Ida gigantea  (Lindl.) A.Ryan & Oakeley (2003)
- Ida grandis  Fowlie ex Oakeley (2003)
- Ida hajekii  D.E.Benn. & Oakeley (2003)
- Ida heynderycxii  (E.Morren) A.Ryan & Oakeley (2003)
- Ida hirtzii  (Dodson) A.Ryan & Oakeley (2003)
- Ida jamesiorum  Oakeley (2003)-->
- Ida labelloviridis  (B.S.Williams) Oakeley (2003)
- Ida lacheliniae  Oakeley (2003)
- Ida laciniata  Oakeley (2003)
- Ida lata  (Rolfe) A.Ryan & Oakeley (2003)
- Ida linguella  (Rchb.f.) A.Ryan & Oakeley (2003)
- Ida lionetii  Cogn. & A.Gooss. ex Oakeley (2003)
- Ida locusta  (Rchb.f.) A.Ryan & Oakeley (2003) - Typus Species (ex Lycaste locusta Rchb.f. (1879))
- Ida maxibractea  (D.E.Benn. & Oakeley) A.Ryan & Oakeley (2003)
- Ida nana  (Oakeley) A.Ryan & Oakeley (2003)
- Ida peruviana  (Rolfe) A.Ryan & Oakeley (2003)
  - Ida peruviana var. pallida  Oakeley (2003)
  - Ida peruviana var. peruviana
- Ida reichenbachii  (Gireoud ex Rchb.f.) A.Ryan & Oakeley (2003)
- Ida rikii  Oakeley (2003)
- Ida uribei  Oakeley  (2003